# Jamie Cope
Jamie Cope, född 12 september 1985 i Stoke-on-Trent, England, är en engelsk snookerspelare. Han fick sitt definitiva genombrott under säsongen 2006/2007 efter att länge ha ansetts som en av de mest lovande unga spelarna. Under säsongen 2006/2007 nådde han finalen i två rankingtävlingar: Grand Prix i oktober 2006, då han förlorade mot Neil Robertson i finalen med 5-9, och China Open, i mars 2007, där han återigen förlorade med 5-9, denna gång mot regerande världsmästaren Graeme Dott.
Förutom att ha nått finalen så åstadkom Jamie Cope även ett maximumbreak under Grand Prix-turneringen 2006, i en match mot Michael Holt. Cope har även, enligt egen utsago, en gång åstadkommit ett 155-break, det högsta som över huvud taget går att genomföra. Detta var dock under en träningsmatch, och har inte gått att verifiera.
Cope har fått smeknamnet The Shotgun tack vare sin snabba och aggressiva spelstil.